# (1370) Хелла
(1370) Хелла (нем. Hella) — астероид главного пояса. Он был открыт 31 августа 1935 года немецким астрономом Карлом Рейнмутом в обсерватории Хайдельберг в Германии и назван в честь одного из астрономов этой обсерватории Helene Nowacki (1904—1972).

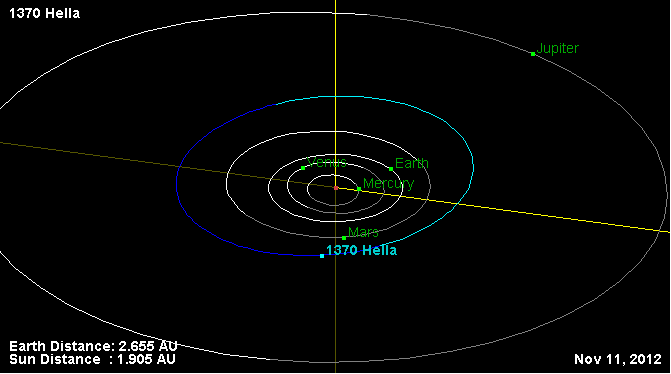
Орбита астероида Хелла и его положение в Солнечной системе